# Restaurația spaniolă
Restaurația (spaniolă Restauración), sau Restaurația burbonică (spaniolă Restauración borbónica), este numele dat unei perioade care începe pe 29 decembrie 1874, după ce lovitura de stat al lui Martínez Campos a pus capăt existenței Primei Republici Spaniole și a restaurat monarhia sub  Alfonso al XII-lea — și se sfârșește pe 14 aprilie 1931, odată cu proclamarea A Doua Republică Spaniolă.
După aproape un secol de instabilitate politică și războaie civile, obiectivul Restaurației  a fost să creeze un nou sistem politic, care să asigure stabilitatea prin turnismo. Aceasta era o rotire deliberată la putere a partidelor liberal și conservator la guvernare, astfel încât nicio tabără a burgheziei să fie străină de putere, în vreme ce restul partidelor urmau să fie excluse din sistem. Un asemenea obiectiv a fost atins prin  fraudarea alegerilor. Împotriva sistemului s-au manifestat republicanii, socialiștii, anarhiștii, naționaliștii basci și catalani și carliștii.

## Domnia lui  Alfonso al XII-lea și regența lui Maria Cristina (1874–1898)

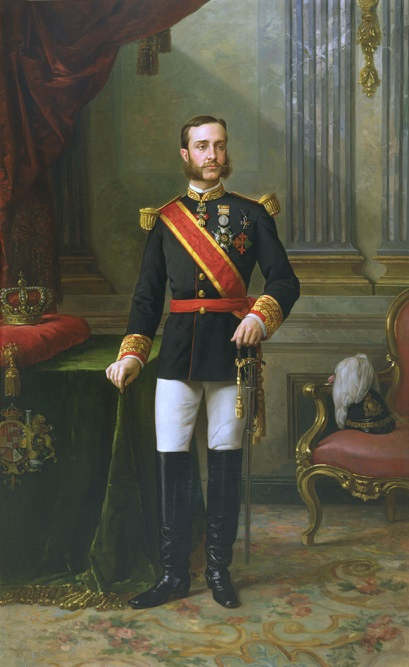
Portretul lui Alfonso al XII-lea

Pronunciamiento-ul lui Martinez Campos l-a adus pe tronul spaniol pe  Alfonso al XII-lea al Spaniei , marcând astfel sfârșitul primei Republici.  După promulgarea Constituției din 1876, aceasta a rămas valabilă pentru toată perioada restaurației. Această constituție a stabilit că Spania era monarhie constituțională, cu un parlament bicameral, ([Parlamentul Spaniei|Cortes Generales]]), formată dintr-o cameră superioară ( Senatul) și o cameră inferioară ( Congresul Deputaților). Această constituție îi acorda regelui puterea să numească senatori și să revoce legile și i-a acordat și titlul de comandant suprem al armatei.
Acești ani au fost marcați de prosperitate economică. Economia Spaniei rămăsese în urma celor a altor state europene și, în această perioadă, a avut loc o modernizare la scară largă a țării. Producția mai multor ramuri ale economiei a crescut în mod semnificativ, fiind sprijinită de măsuri protecționiste extreme. 
Doar două partide s-au succedat la putere în cadrul procesului controlat cunoscut ca el turno pacífico: Partidul Liberal condus de Sagasta și Partidul Conservator condus de Canovas del Castillo. Caciques, potentații locali, erau folosiți pentru manipularea rezultatului alegerilor. Ca urmare, au apărut treptat resentimente față de acest sistem și s-au dezvoltat mișcări naționaliste importante în Catalonia, Galicia și Țara Bascilor, iar sindicatele au început să se formeze și să se radicalizeze. 

## Domnia lui Alfonso al XII-lea și criza sistemului (1898–1923)

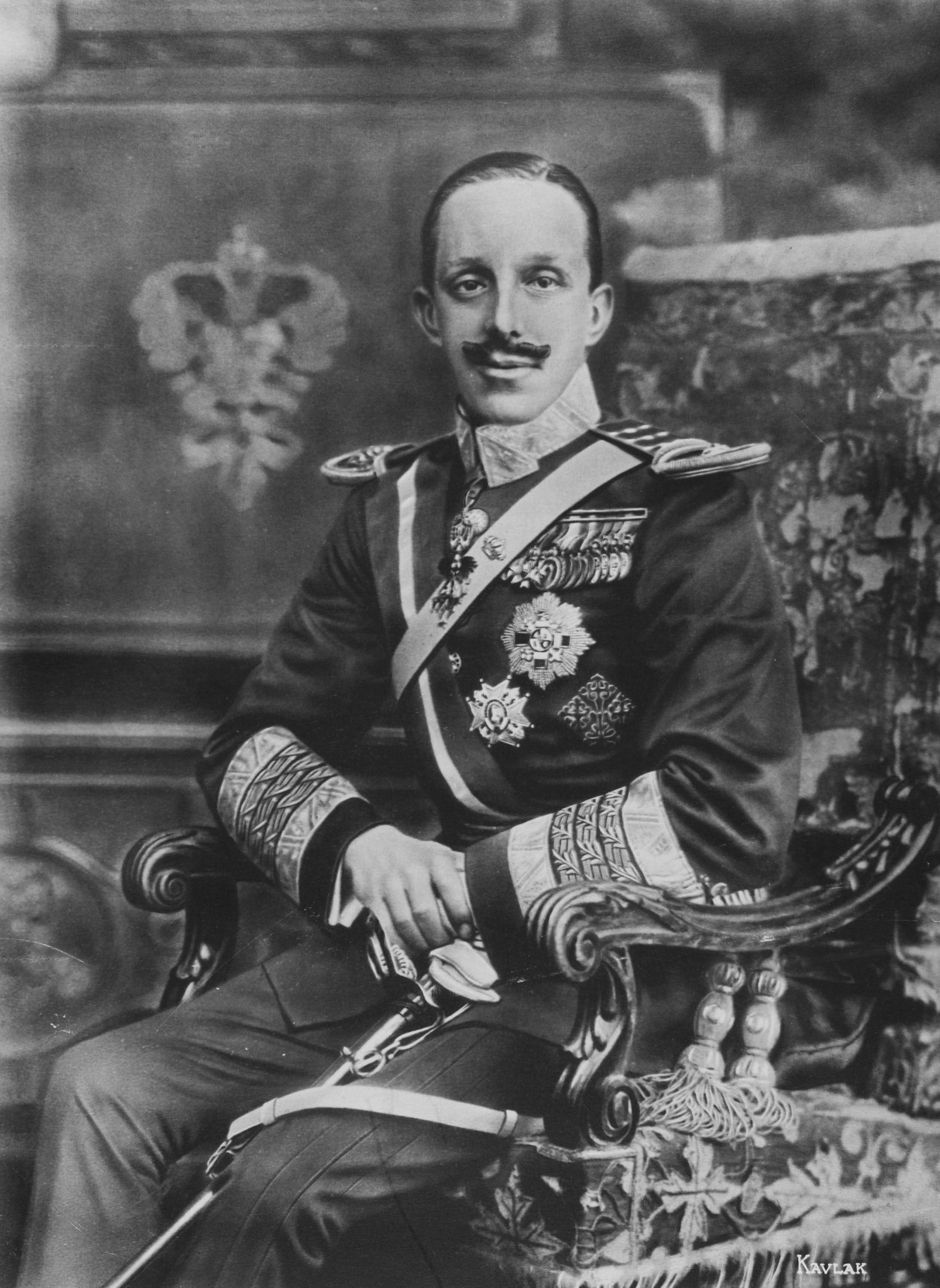
Alfonso al XII-lea al SpanieiI

În 1898, Spania a pierdut câteva dintre cele mai importante colonii  ale sale de peste mări (Cuba, Guam, Puerto Rico și Filipine) ca urmare a înfrângerii în Războiul hispano-american. Înfrângerea rapidă a fost percepută ca un dezastru în Spania, subminând credibilitatea atât a guvernului, cât și a ideologiilor asociate și a condus la o lovitură de stat militară eșuată condusă de Camilo Polavieja. Acesta a fost începutul declinului sistemului, oferind un imbold tuturor tipurilor de mișcări conflictuale de opoziție la nivel local și național.
Încercarea eșuată de cucerire a Marocului  (Campania Melilla) a provocat mari nemulțumiri în Spania și a provocat o revoltă în Barcelona, cunoscută sub numele de  Semana Tragica, în care clasele defavorizate ale Barcelonei, susținute de anarhiști, comuniști și republicani, s-au revoltat împotriva a ceea ce considerau metodele nedrepte de recrutare a soldaților. Guvernul a decretat starea de război și a trimis armata să înăbușe revolta. S-au înregistrat peste o sută de morți iar  Francisco Ferrer a fost executat. Sindicatele socialiste Unión General de Trabajadores (UGT) și anarhiste Confederación Nacional del Trabajo (CNT) au decis să declare grevă generală națională, dar greva a eșuat deoarece sindicatele au reușit să mobilizeze doar muncitorii din orașe. 
Problemele din Maroc s-au înrăutăți după ce forțele marocane au atacat armata spaniolă. Marocanii conduși de Abd-Al-Krim au reușit să execute un atac prin surprindere și aproape că au anihilat armata spaniolă. Marocanii au înaintat până la Melilla în timpul bătăliei de la Annual. Înfrângerea spaniolilor s-a datorat planificării necorespunzătoare a acțiunii militare, iar comandanții de rang înalt au fost învinovățiți pentru aceasta. În rândul trupelor s-a manifestat un sentiment de nemulțumire profunda, dat fiind faptul că militarii spanioli au primit ordine să înainteze în interiorul teritoriului marocan fără să dispună de resursele necesare pentru ocuparea unui teritoriu dificil. 

## Dictatura lui Primo de Rivera (1923–1930)
Nemulțumirile armatei, teama de terorismul anarhist sau de o revoluție proletară și dezvoltarea mișcărilor naționaliste au provocat în cele din urmă o mare agitație între civili și militari. Pe 13 septembrie 1923, generalul Miguel Primo de Rivera, guvernatorul Cataloniei, a organizat o lovitură de stat, după ce a emis un manifest prin care învinovățea sistemul parlamentar pentru problemele Spaniei. Alfonso al XII-lea al Spaniei l-a sprijinit pe general și l-a numit premier pe Rivera. Primo de Rivera a trecut rapid la suspendarea Constituției și asumarea puterilor absolute în calitate de dictator. El a creat partidul unic Unión Patriótica Española și a interzis toate celelalte partide. În acest timp, el a sporit considerabil cheltuielile guvernamentale, ceea ce a făcut ca guvernul său să intre în faliment. El a pierdut sprijinul armatei și, în acest timp, a avut probleme serioase de sănătate. Opoziția la regimul lui Rivera ajunsese la un asemenea nivel, încât regele Alfonso al XII-lea și-a retras sprijinul, iar generalul a fost forțat să demisioneze în ianuarie 1930.

## Ultimii ani (1930–1931)
Alfonso al XII a încercat să revină treptat la regimul politic anterior și să își salveze prestigiul și l-a numit pe generalul Dámaso Berenguer să formeze un nou guvern. Această încercare a eșuat, regele fiind considerat un sprijinitor al dictaturii, și tot mai multe partide au început să fie în favoarea proclamării republicii.  Berenguer a demisionat, iar regele l-a numit pe amiralul Juan Bautista Aznar ca nou prim-ministru. Aznar a convocat alegeri locale pentru data de 12 aprilie 1932 pentru ca să dea satisfacție democraților și republicanilor și să înlocuiască guvernele locale dictatoriale și să refacă prestigiul monarhiei. 
Deși monarhiștii nu și-au pierdut complet sprijinul, partidele republican și socialist au câștigat câteva victorii importante în marile orașe. Au izbucnit revolte de stradă în timpul cărora demonstranții au cerut înlăturarea monarhiei. Militarii au declarat că nu îl vor apăra pe rege și acesta a părăsit Spania pe 14 aprilie. Imediat a fost proclamată A Doua Republică Spaniolă și a fost format un guvern provizoriu condus de Niceto Alcalá-Zamora.